# Gent-Dampoort
Gent-Dampoort (niderl. Station Gent-Dampoort) – stacja kolejowa w Gandawie, w prowincji Flandria Wschodnia, w Belgii. Znajduje się na linii 58 Gandawa - Brugia i  59 Antwerpia - Gandawa. 

## Linie kolejowe
- Linia 58 Gandawa - Brugia
- Linia 59 Antwerpia - Gandawa

## Połączenia

### Codzienne
| Typ pociągu | Trasa                                                           | Harmonogram | Tor   |
| ----------- | --------------------------------------------------------------- | ----------- | ----- |
| IC 02       | Antwerpen-Centraal - Gent - Brugge - Oostende                   | 1x/h        | 1 & 2 |
| IC 04       | Antwerpen-Centraal - Gent - Kortrijk - Lille-Flandres/Poperinge | 1x/h        | 1 & 2 |

### W tygodniu
| Typ pociągu | Trasa                                             | Harmonogram                                                             | Tor   |
| ----------- | ------------------------------------------------- | ----------------------------------------------------------------------- | ----- |
| IC 28       | Antwerpen-Centraal - Gent-Sint-Pieters - De Panne | 1x/h                                                                    | 1 & 2 |
| L           | Eeklo - Gent-Sint-Pieters - Ronse                 | 1x/h                                                                    | 1 & 2 |
| L           | Gent-Sint-Pieters - Lokeren                       | 1x/h                                                                    | 1 & 2 |
| P           | Gent-Sint-Pieters - Eeklo                         | W godzinach szczytu                                                     | 1 & 2 |
| P           | Sint-Niklaas - Brussel-Zuid - Schaarbeek          | rano jeden pociąg do Schaarbeek, jeden pociąg wieczorem do Sint-Niklaas | 1 & 2 |

### Weekendy
| Typ pociągu | Trasa                                  | Harmonogram | Tor   |
| ----------- | -------------------------------------- | ----------- | ----- |
| L           | Gent-Sint-Pieters - Antwerpen-Centraal | 1x/h        | 1 & 2 |

#### Sobota
| Typ pociągu | Trasa                             | Harmonogram | Tor   |
| ----------- | --------------------------------- | ----------- | ----- |
| L           | Eeklo - Gent-Sint-Pieters - Ronse | 1x/h        | 1 & 2 |

#### Niedziela
| Typ pociągu | Trasa                             | Harmonogram | Tor   |
| ----------- | --------------------------------- | ----------- | ----- |
| L           | Eeklo - Gent-Sint-Pieters - Ronse | 1x/co 2 h   | 1 & 2 |